# Ayaka Sasaki
Ayaka Sasaki (佐々木 彩夏 Sasaki Ayaka?,  Prefectura de Kanagawa, Japón, 11 de junio de 1996) es una idol y actriz japonesa. Sasaki es actualmente miembro del grupo de pop femenino Momoiro Clover Z, donde su color distintivo es el rosa. Sasaki es también la más joven del grupo. Su presentación es: «¡Soy una idol juguetona y poco sexy de Momoclo, Ayaka Sasaki a.k.a. Ārin!».

## Carrera

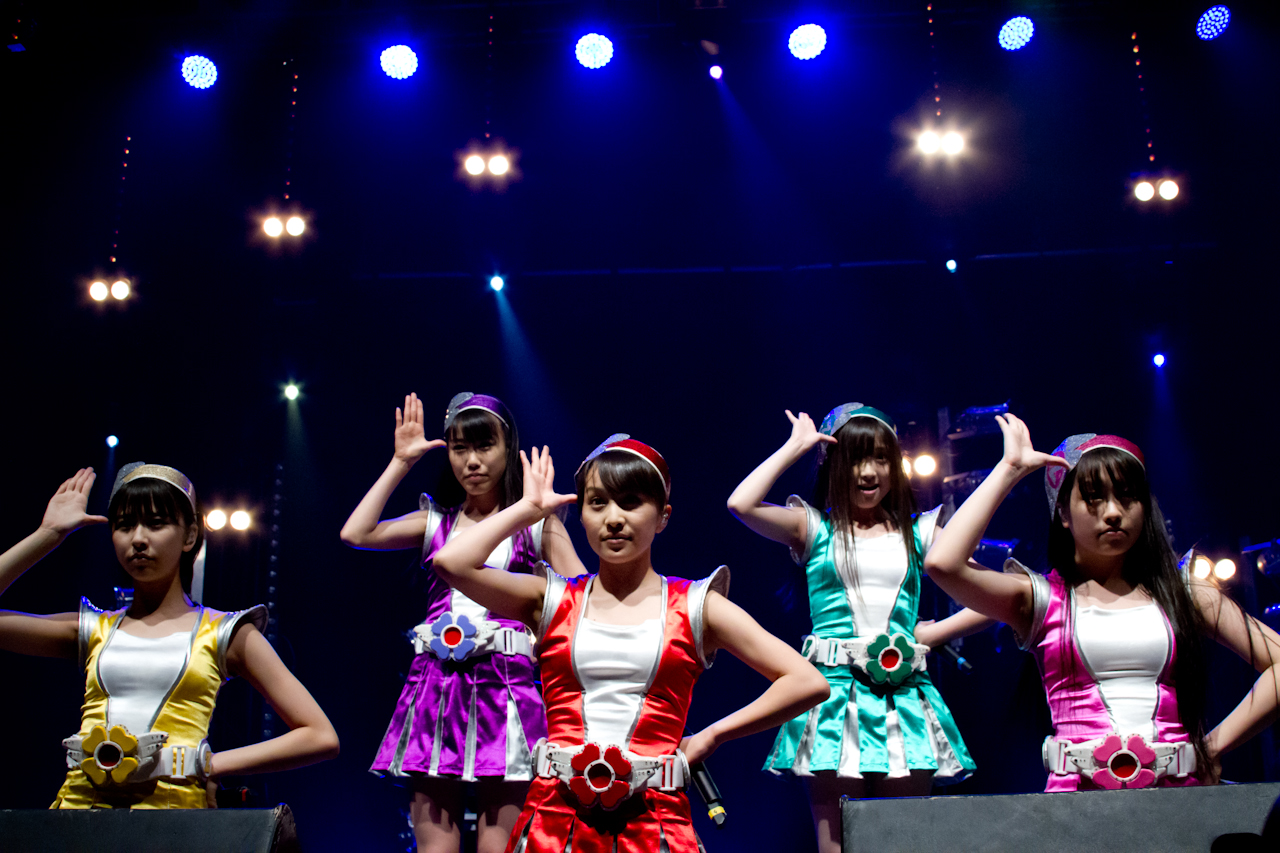
Sasaki (primera a la derecha) junto a las demás miembros de Momoiro Clover Z, 2012.

El 23 de noviembre de 2008, junto con Yukina Kashiwa (actualmente miembro de Nogizaka46) y Akari Hayami, Sasaki fue colocada en el grupo de pop femenino Momoiro Clover. El proyecto era uno de muy bajo presupuesto, por lo que el grupo comenzó actuando en las pasarelas del parque Yoyogi en Shibuya, Tokio, pero el grupo ganaría popularidad con el lanzamiento de su primer sencillo independiente el próximo año.
El 12 de octubre de 2012, Sasaki hizo una aparición en solitario en un número especial de la revista de cultura japonesa, QuickJapan. El artículo, de 21 páginas y titulado "Summer Memories of a 16-year-old", incluía información sobre las actividades de verano de 2012 de Momoclo, fotografías y una entrevista con Sasaki.
En noviembre de 2012, Momoiro Clover Z fue invitado al Kōhaku Uta Gassen, un festival de música anual celebrado en la víspera de Año Nuevo y transmitido por NHK. Participar en el festival había sido el mayor sueño de las integrantes de Momoiro Clover aun cuando su exmiembro, Akari Hayami, todavía estaba en la banda. Hayami felicitó a sus excompañeras en su blog y expresó su deseo de aparecer en Kōhaku junto a ellas. En homenaje a Hayami, Momoiro Clover Z interpretó la canción Ikuze! Kaitō Shōjo con la versión que incluyó su nombre.

## Filmografía

### Películas
- Death Note: The Last Name (2006)[10]
- Yoshimoto Director's 100 "Boku to Takeda-kun" (2007)[10]
- Saint Seiya: Legend of Sanctuary (2014; voz de Saori Kido)[11]
- Maku ga Agaru (幕が上がる?) (2015)[12]

### Dramas de televisión
- Niji no Kanata (虹のかなた "Somewhere Over the Rainbow"?) (2004, TBS)[10]
- Hungry! (Ep. 8, 2012, Kansai TV)

### Variedades
- Oha Star[10] (2005 — 2007, TV Tokyo)
- Kaminuma Emiko wa Mita! Nichijō Waido Gekijō (上沼恵美子は見た!日常ワイド劇場?) (TBS)
- Downtown DX (ダウンタウンDX?) (Edición especial, 2012)

### Revistas
- QuickJapan (Vol. 104, 2012, Ohta Publishing Co.)[13]